# Primo Greganti
Primo Greganti (Jesi, 4 febbraio 1944) è un politico italiano.

## Biografia

### Famiglia e inizi
Nato in una famiglia di contadini il 4 febbraio del 1944 a Jesi, in provincia di Ancona, all'età di 14 anni emigra a Torino. Viene assunto alla FIAT come operaio e nel 1989 si mette in proprio costituendo una società di servizi industriali e impiantistici. 
Sposato con Angela Castagneri, padre di Barbara, poi separato e nuovamente padre di Luna avuta dall’attuale compagna Simonetta.

### Carriera politica
Iscritto fin da giovanissimo al Partito Comunista Italiano (PCI) vi ha ricoperto vari incarichi, da membro della segreteria della federazione di Torino a collaboratore dell'amministrazione della direzione nazionale del PCI. Nel 1991, allo scioglimento del partito, decise di seguire la linea innovativa disegnata da Achille Occhetto e aderisce al Partito Democratico della Sinistra (PDS) diventando uno dei funzionari del partito a livello nazionale.

### Vicende giudiziarie
Il suo nome è soprattutto ricordato nell'inchiesta Mani pulite. Arrestato nel 1993, dopo che l'imprenditore Lorenzo Panzavolta, che curava i rapporti della Ferruzzi di Raul Gardini con i partiti, aveva raccontato ai magistrati di Milano di essere stato contattato da lui quando la società cercava di ottenere l'appalto per la desolforazione delle centrali dell'Enel previo il pagamento di una tangente da 1 miliardo 246 milioni di lire, quando era ancora un militante del PCI. Arrestato, rifiutò qualsiasi collaborazione con i magistrati del pool di Mani pulite, non rivelando nulla malgrado i ripetuti interrogatori a cui fu sottoposto e i 6 mesi di carcerazione preventiva. Tale comportamento gli valse il soprannome di Compagno G e fu definito come il perfetto comunista che non molla mai.
Nel 1995, Giuliano Peruzzi, consulente della Lega delle cooperative fino al '92, dichiarò al procuratore veneziano Carlo Nordio: «Greganti era notoriamente il cassiere del Pci-Pds incaricato di raccogliere i finanziamenti illeciti provenienti dalle fonti più svariate. Essenzialmente fondi neri costituiti dalle cooperative o mazzette provenienti dagli imprenditori ... Pagato Greganti, tutti sapevano che il consenso del Pci era un fatto acquisito, pertanto sia gli appalti nazionali sia le esportazioni verso l'Est avevano il beneplacito di questa forza politica». 
Rinviato a giudizio, venne condannato a 3 anni e 7 mesi per finanziamento illecito al suo partito, pena successivamente patteggiata e ridotta a 3 anni e confermata dalla Corte di cassazione nel marzo 2002. Poiché fece 6 mesi di carcerazione preventiva a San Vittore nel 1993, scontò in carcere i restanti 2 anni e 6 mesi. L'8 maggio 2014 è stato nuovamente arrestato per tangenti legate all'Expo 2015 (anche se l'inchiesta era nata da altre vicende, tesa a smascherare la "cupola degli appalti").